# 지바추오역
지바추오역(일본어: 千葉中央駅)은 일본 지바현 지바시 주오구에 위치한 게이세이 전철의 철도역이다. 역 번호는 KS 60이며, 게이세이 지바 선의 종점이며, 게이세이 지하라 선의 시.종착역 역할을 한다. 지바 선과 지하라 선이 하나로 직결 운행되는 것이 특징이며, 상대식 승강장 2면 2선의 구조를 갖춘 고가역이다.

## 타는 곳
| 1 | 지바 선   | 상행 | 게이세이치바 · 이나게 · 쓰다누마 · 우에노 · 나리타 공항 · 신케이세이 선 방면 |
| 2 | 지하라 선 | 하행 | 지바데라 · 가쿠엔마에 · 지하라다이 방면                                      |

## 이용 현황
| 승차 인원 추이 | 승차 인원 추이 | 승차 인원 추이 |
| 연도           | 평균 승차 인원 | 정기           |
| -------------- | -------------- | -------------- |
| 2004년         | 6,910          | 3,987          |
| 2005년         | 6,940          | 4,048          |
| 2006년         | 7,180          | 4,185          |
| 2007년         | 7,438          | 4,246          |
| 2008년         | 7,505          | 4,268          |
| 2009년         | 7,704          | 4,428          |
| 2010년         | 7,833          | 4,582          |
| 2011년         | 7,666          | 4,515          |
| 2012년         | 7,705          | 4,452          |
| 2013년         | 8,017          | 4,633          |

## 역 주변
- 게이세이 호텔 미라마레
- 지바 도시 모노레일 요시카와코엔 역
- 지바 시 주오 구청
- 지바 시 미술관
- 지바 제2 지방 합동청사
  - 지바 지방 검찰청
  - 지바 구 검찰청
- 지바 지방 재판소 · 가정 재판소 · 간이 재판소
- 지바 대학 의학부 · 간호학부
- 이노하나 성 터
- 이노하나 공원

## 인접 역
| 게이세이 전철 지바 선                    | 게이세이 전철 지바 선 | 게이세이 전철 지바 선          |
| ---------------------------------------- | --------------------- | ------------------------------ |
| KS 59 게이세이치바 게이세이쓰다누마 방면 | 게이세이 지바 선      | 시·종착역                      |
| 게이세이 전철 지하라 선                  |                       |                                |
| 시·종착역                                | 게이세이 지하라 선    | 지바데라 KS 61 지하라다이 방면 |